# Хедвига Шлеска
Света Хедвига од Шлеске (Андехс, 1174 — Требниц, 15. октобар 1243) грофица и цистерциска монахиња, била је кћи грофа Бертолда, који је носио титулу војводе Хрватске и Далмације. Канонизована је од стране папе Климента IV.

## Живот
Са 12 година се удала у Пољској за принца Хенрика Брадатог. Имала је седморо деце. Била је жена збуњена вером, духом молитве. Била је забринута за сиромашне и њен муж јој је помогао. Након његове смрти и смрти скоро све деце (осим кћерке Гертуруде) отишла је у цистерцитску опатију у Требници код Вроцлава, и тамо је постала цистериткиња, заједно са својом кћерком, Гертруд, која је била шеф опатије и касније проглашена за светитељку.
Хедвига је била тетка Св. Елизабете од Угарске, јер се њена сестра удала за мађарског краља и родила Елизабету, која је касније постала светица и заштитница световног фрањевачког реда. Св. Хедвига је заштитник Немачке. Једнако је поштована од стране Пољске и Немачке, која је одиграла значајну улогу у Другом ватиканском сабору у побољшању међусобних односа епископских конференција ових земаља. Покровитељ је Берлин, а ту је и посвећена катедрала. Њен лик је такође на грудима Св. Шиме у Задру. Његове свете реликвије сачуване су у цркви цистерцитске опатије Требниц, која је место непрекидног ходочашћа, првенствено немачких католика и Пољака.